# Миранда Хобс
Миранда Хобс (на английски: Miranda Hobbes) е измислен телевизионен герой, една от главните героини в американския телевизионен сериал „Сексът и градът“. Ролята се изпълнява от Синтия Никсън. В българския дублаж се озвучава от Ева Демирева.
Сериалът на HBO „Сексът и градът“ (на английски: Sex and the City) е създаден по едноименната книга на Кандис Бушнел. Образът на Кари и нейните приятелки води до един нов, еволюционен поглед върху живота на неомъжените жени над 30 години. Тези момичета показват на света, че водят великолепен, бляскав и забавен живот, без да се грижат за пет деца, да живеят в къща извън Ню Йорк и да стоят по цял ден в кухнята.
 Внимание:  Текстът по-долу разкрива сюжета на произведението (или части от него)!
Според сценария, Миранда Хобс е целеустремена червенокоса адвокатка от Манхатън, която не може лесно да бъде уплашена нито от мъже, нито от работа. Тя има един брак със Стийв Брейди (ролята изпълнява Дейвид Егънбърг, озвучен на български език от Пламен Манасиев). Миранда Хобс редовно излиза с приятелките си Саманта Джоунс, Кари Брадшоу и Шарлот Йорк. Тези великолепни неомъжени момичета минават през редица връзки с различни мъже, като в края на сериала всяка една от тях е открила любовта на живота си. Миранда Хобс е напълно доволна от живота, който има. Всеки би искал да има нейната работа и нейните приятелки, за да може животът да бъде осмислен до някаква степен, но животът не е перфектен и Стийв ѝ изневерява. Те се разделят за около половин година, но след това искрата в очите им отново пламва.